# メンデルの法則

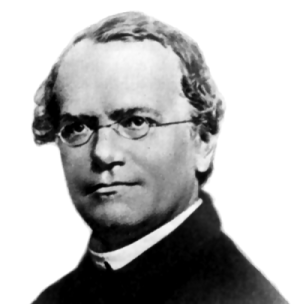
グレゴール・ヨハン・メンデル

メンデルの法則（メンデルのほうそく）は、遺伝学を誕生させるきっかけとなった法則であり、グレゴール・ヨハン・メンデルによって1865年に報告された。分離の法則、独立の法則、顕性の法則の3つからなる。

## 概観
子が親に似るという遺伝の現象を説明する遺伝の法則は、品種改良などにかかわるので、体験的には様々な現象が知られていたようである。
明確な法則性を求める様々な実験は行われていたが、まとまった形とはなっておらず、ただ一般的には親の卵子と精子に存在する「何らかの液状のモノ」が混ざりあって、両親の特徴が子に引き継がれると考えられていた。これを総称して融合説または混合説とよぶ。たとえばチャールズ・ダーウィンの種の起源を批判したフリーミング・ジェンキン（イギリス） は混合説に基づき、変異は子で融合するのだからダーウィンが想定したような進化に必要な遺伝的変異は存在し得ないと主張した。
メンデルはこの法則では、何らかの単位化された粒子状の物質が一つの親の性質（形質）を決めていると仮説を立てた。これを融合説に対比して粒子説または粒子遺伝と呼ぶ。この時にはまだ名前はなかったが、この粒子は後にウィリアム・ベイトソン（イギリス）によって遺伝子と命名された。
メンデルの存命中、この発見はあまり注目されなかった。ただし、完全に埋もれていたわけではなかった。19世紀中に、ヴィルヘルム・フォッケ（ドイツ）、アルベルト・ブロンベリ（スウェーデン）、イワン・シマリガウゼン（or シュマルハウゼン、ロシア）、リバティ・ハイド・ベイリー（アメリカ） が、それぞれの論文でメンデルの法則に言及している。また、ブリタニカ百科事典1881年版には既にメンデルの研究の紹介がある。
メンデルの法則は、1900年、カール・エーリヒ・コレンス（ドイツ）、エーリヒ・フォン・チェルマク（オーストリア）、ユーゴー・ド・フリース（オランダ）の3人の独立した研究により再発見された。過去の文献を調べた結果、メンデルの論文が発見され、彼の仕事が再評価されることとなった。現在も一般的に使われている「メンデルの法則」とはコレンスによる命名であり、メンデル自身は「法則」という名称を用いていない。その後、メンデルの法則は、減数分裂における染色体の挙動として明確に説明されるようになった。
現代的には、分離の法則は、染色体が減数分裂して対立遺伝子が2つに分かれることに対応し、一般的に成り立つ。独立の法則は、異なる染色体が独立に振る舞うことに対応し、2組の対立遺伝子が異なる染色体上にあるときに成り立つ。顕性の法則は、両親から受け継いだ対立形質のうち、どちらか一方の形質のみが現れる現象（完全顕性）だが、完全な顕潜が現れるのはむしろ例外的だと考えられている。現代の標準的教科書では、分離と独立について「法則」と明記している場合でも、顕性については「法則」としていないことが多い 。
メンデルが行った実験は、着目する形質が1つの遺伝子で決定されることが条件である。殆どの形質は、多数の遺伝子によって規定されるので、メンデルの法則に従う例は多くない（染色体の挙動として成り立っていても、表現型の遺伝法則としては成り立たない）。単一遺伝子で規定されてメンデルの法則が成り立つ遺伝様式をメンデル遺伝（Mendelian inheritance）と呼ぶ。

## 方法と結果
1. 形質への着目 - メンデルはまず、エンドウに背の高いものと低いものがあることに着目した。
2. 純系の選抜 - そして、背の高いものの種子のみを集め、修道院の庭で別に育てた。育ったものの高さを見て、高くなったもののみの種子を集め、さらにその翌年、それを蒔いた。これを数年続けることにより、必ず背の高くなるエンドウの種子を収穫することができるようになった。背の低いものも同様に、数年かけて選定を行い、必ず背の低くなる種子を収穫することに成功した。
3. 顕性の法則の発見 - 次にメンデルは、必ず背の高くなるエンドウの種子を育てて咲いた花のめしべに、必ず背の低くなるエンドウの種子の花粉を受粉させた。また、逆に背の低いものの花のめしべに、高いものの花粉を受粉させた。そして収穫された種子を蒔くと、すべての背が高くなった。
4. 分離の法則の発見 - 次にメンデルは、このエンドウを自家受粉させて得られた種子を、さらに翌年蒔いた。すると、背の高いものが3、背の低いものが1の割合になった。メンデルは背の高さ以外に、エンドウの種子にしわのあるものとないものなど、複数の形質について同じ実験を行った。すると同じように、しわのないものとあるものを交配すると、翌年はしわのないもののみが収穫された。この種子をさらに翌年育てると、しわのないものが3、あるものが1の割合になった。同様に、種子の色が黄色のものと緑色のものを交配しても、やはり同様の結論が得られた。
5. 独立の法則の発見 - メンデルは、エンドウの背の高さやしわの有無など、複数の形質をもつもの同士をかけ合わせた。すると、それぞれの形質の遺伝の仕方に相関関係はなく、1つずつの形質について顕性の法則・分離の法則が成立した。これを独立の法則と呼ぶが、メンデルの死後、ある一定の条件のもとでしか成立しないことが分かった。

## 解釈
分離の法則から、3代目に背の低いものが現れてくるということは、2代目にどのようにしてかその性質を受け継がなくてはならない。2代目で背の高い子しか生まれなくても、実はその性質は隠されているだけと考えるのがよさそうだ。それでは別の可能性で粒子状のものを考えてみよう。2代目は両親から背の高いことを決める粒子と背の低いことを決める粒子を計2粒受け継いでいて、この2粒は液状のものと違い混ざりあうことがない。この2粒を持っている時、何故かは分からないが背が高くなることの性質が現れると仮定してみる。2代目が親になったとき、この2粒の粒子のどちらかが、子に引き継がれるとしたらどうなるだろう。

## 詳細
メンデルの法則は、遺伝子という考え方で説明される。通常の生物は2個で一組の遺伝子をもつ。親の双方から1つずつ遺伝子を受け継ぐ。そこに含まれた情報（遺伝子型）に従った特徴（形質）を持った子ができるため、遺伝子は生体の設計図と考えられる。
なお、メンデルは遺伝子という語を用いていない。単に要素というような表現をしている。しかし、それが後の遺伝子と同じものであるのは間違いない。
もし、双方の親から異なる遺伝子を受け継いだ場合、多くの場合、どちらか一方の遺伝子に含まれた情報の形質が現れ、もう片方の形質は現れない。現れてくる方の情報を持った遺伝子型を顕性であるといい、現れてこない方の遺伝子型を潜性であるという。
親から子へは、親がその両親から引き継いだ2つの遺伝子のうち、どちらか一方のみが引き継がれる。つまり、ある子が父から父の祖父方からの遺伝子をもらった場合、父の祖母方からの遺伝子は持っていない。
図による説明は下記のとおり。

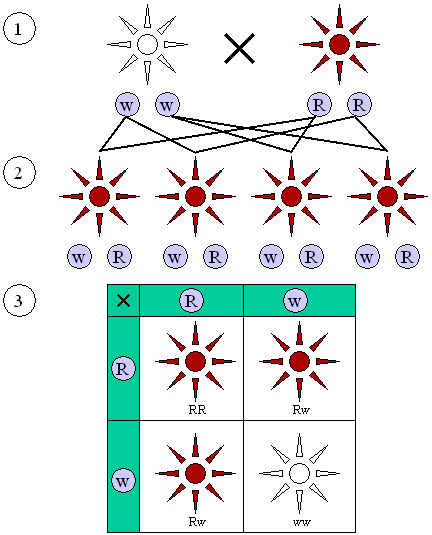
メンデルの法則説明図1

図1で、赤い花を咲かせるという形質の遺伝子が R、白い花を咲かせるという形質のそれが w である。ここで、代々赤い花を咲かせる植物の遺伝子情報は、両親とも赤い花であるから RR となる。代々白いものは ww である。（図1-1）この2つの花を交配させると、赤花と白花の両親からは、自分の持つ2つある遺伝子のうちどちらか（通常は無作為で）が子に伝わる。といってもこの場合、両親はそれぞれ同じ遺伝子しか持たないから、赤花からは R、白花からは w が与えられる。すると、子の遺伝子は wR となるが、子はすべて赤い花を咲かせる。（図1-2）このことから赤は顕性で白が潜性であることがわかる。
ここでこの子の自家受精による孫を考えると、孫は子の2つある遺伝子のうち1つを一方の親から、もう1つをもう一方の親から引き継ぐ。つまり両親からそれぞれ R か w かのどちらか一個を受け取る。
そうすると、孫の持つ遺伝子は RR, Rw, ww の三通りで、それが遺伝子型で言うと1:2:1 (RR:Rw:Rw:ww = 1:1:1:1) の割合で出現する。外見上は RR と Rw はどちらも赤い花を咲かせるので、表現型で言うと赤：白の割合は3:1になる。（図1-3）ちなみに、表現型とは、遺伝子型が原因で現れた形質の事で、遺伝子型とは、遺伝子の構成状態の事を言う。すなわち、ここで言うと、RR と Rw は同じ赤と言う表現型ではあるものの、遺伝子の構成状態が RR, Rw と違うので遺伝子型は違う。

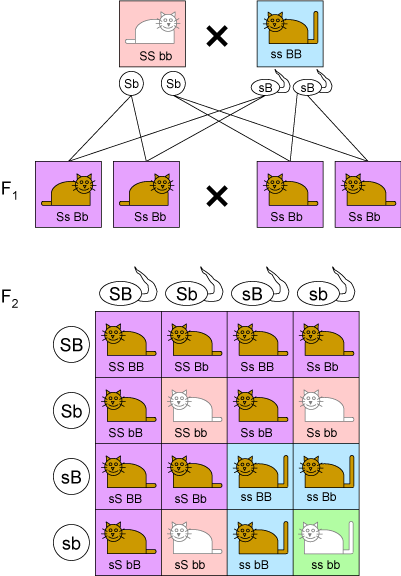
メンデルの法則説明図2

図2は独立の法則の説明である。ネコの例である。S は尾が短く、s は長い。B は毛が茶色く、b は白い。それぞれの形質は、大文字が顕性で、小文字が潜性である。SSbb のネコ（尾が短く白い）と、ssBB のネコ（尾が長く茶色い）を掛け合わせると、子はすべて尾が短く、茶色い子が誕生する。この子の遺伝子はすべて SsBb となる。（図2:F1）この子同士を掛け合わせると、9:3:3:1の割合の孫が生まれる。（図2:F2）
この法則は、2種類以上の遺伝する形質は、互いに無関係に独立して遺伝するということを意味している。具体的には、尾の長さについてだけ調べると、子はすべて顕性の尾の短いもののみが現れ、孫の代では 短いもの12：長いもの4 となり、尾の長さだけで分離の法則が成立する。毛の色についても同様で、毛の色だけで顕性の法則・分離の法則が成立し、2つの形質の遺伝の仕方に相関関係はない。（たとえば、色が茶色いものは必ず尾が短くなる、などの相関関係は現れない）この法則は独立の法則と呼ばれる。ただし、2つの形質を決める遺伝子が同じ染色体上にある時、つまり、それらが連鎖している時は、それぞれの形質が関係する遺伝をすることもある。このため、独立の法則は現代では注釈付きで限定的にしか使われない。

### メンデルの法則に合わない例
その後の研究の中で、メンデルの法則に従わないように見える例もいろいろ知られるようになった。連鎖がある場合や、形質が複数の遺伝子で規定される場合などである。図3はその一例として顕性も潜性もない場合である（不完全顕性）。

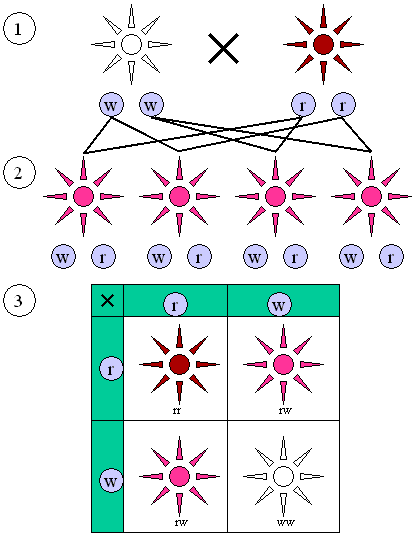
メンデルの法則説明図3

この種の花の場合、赤い花を咲かせる遺伝子はr、白い花を咲かせる遺伝子はwである。どちらも顕性ではない。rrの赤い花とwwの白い花（図3-1）を掛け合わせると、子の遺伝子はすべてrwとなり、双方の色が混ざった、桃色の花が咲く（図3-2、このような雑種を中間雑種とよぶ）。そして、子同士をかけ合わせて孫をつくると、孫の遺伝子はそれぞれrr, rw, rw, wwが1ずつの割合になる。赤：桃：白がそれぞれ1:2:1の割合となる。（図3-3）
この場合、顕性関係が不十分なので、結果としてはメンデルの法則に従わないが、考え方そのものは基本的には同じである。実際には顕性形質のホモ接合とヘテロ接合が完全に同一になる場合（完全顕性）はむしろ例外的であり、多少なりとも不完全顕性となることが多い。
これ以外にある形質が誕生前に死ぬ致死遺伝子の場合、ホモ接合体が誕生しないので一見比率がおかしくなっているように見える場合がありうる。

## 埋没
メンデルの発表は完全に無視されたわけではなく、あちこちで、それなりの関心を引いたようである。しかしながら、後の再発見の際には即座に多くの注目を集め、追随する研究が行われたのに比べれば、埋没と表現するのは間違いではない。それには、いくつかの理由が考えられる。
メンデルの研究方法が先進的であったこと
彼の個々の遺伝形質に注目し、それを数百個というような大きな数で扱い、（広い意味で）統計的に扱うやり方は、当時の生物学者にはなじまなかった。また、彼の粒子論的な説明も、遺伝という複雑な生物現象の説明としては単純に感じられたであろう。彼はそれを逆なでするかのように、数式による説明までその著作の中で行っている。つまり、対立する遺伝子Aとaを持つ個体の自家受精の結果を
{\displaystyle (A+a)^{2}=AA+2Aa+aa}
という形で説明している。彼自身は物理学・数学が得意で、生物学は苦手だったことにも関係するかも知れない。ちなみに、ほぼ同時期にチャールズ・ダーウィンはハトを材料にして遺伝の実験を行い、対立形質の一方だけがその雑種一代目に現れること、二代目には一代目に現れなかった（潜性の）形質を持つものも現れることは確認しているが、3:1といった関係には気づいていない。したがって遺伝法則を知ることには失敗している。
この法則が適合しない事例が多かったこと
そのころ行われていた遺伝の実験結果に、この法則に合わない例がいくつかあった。たとえば、メンデルもその後手がけたタンポポ類では、単為生殖が行われるために、花粉に関係なく、雌親の形質が遺伝する。
細胞学などの未発達
当時は、花粉と卵細胞が1:1で受精することも確実には示されていなかった。染色体は発見されていたが、詳しくは知られていなかった。減数分裂の発見もこれ以後である。再発見は、これらの知識が整った後であったから、すぐに受け入れられ、二年後にはウォルター・S・サットンにより染色体が遺伝子の担体であるとする染色体説が提唱されるわけである。

## 再発見
メンデルの法則は、1890年代に3人の研究者によって再発見され、1900年に同じ雑誌「ドイツ植物学会報告 (Berichte der Deutschen Botanischen Gesellschaft)」に前後して発表された。

### ド・フリースの再発見
ユーゴー・ド・フリースはオオマツヨイグサの実験で独自にメンデルの法則を再発見。1890年代には、大学の講義で教えていたという。ベイリーの1895年の論文を読んでメンデルのことを知り、1898年にエーリッヒ・チェルマックがド・フリースの元を訪れたとき、ド・フリースはメンデルの研究を追試中だと語ったという。そして同じ法則がエンドウでもオオマツヨイグサでも成立するということは重要だと考え、1900年3月26日にパリのアカデミーで報告、アカデミーの紀要4月号に掲載された。それに先立つ3月14日には同内容の論文を「ドイツ植物学会報告」に投稿、4月25日に掲載された。この論文ではメンデルに言及しているが、アカデミーの紀要には言及がなかった。

### コレンスの再発見
カール・エーリヒ・コレンスはエンドウについて実験を行い、1899年に法則を再発見した。コレンスはメンデルの原論文を読み、自分と同じ結果が書かれていたので、既知の法則を再度発表しても無意味だろうと考え、論文は書かなかった。しかし1900年4月21日に送られてきたド・フリースの報告を見て、メンデルに関する言及がないのに驚き、ド・フリースがメンデルのことを知らないのかもしれないと考え、翌22日、「品種間雑種の子孫の挙動に関するメンデルの法則」と題する論文を書き「ドイツ植物学会報告」に投稿、4月24日に受理、採用されて5月23日に掲載された。

### チェルマックの再発見
エンドウで遺伝の研究をしていたエーリッヒ・チェルマックは、ヴィルヘルム・フォッケの論文でメンデルのことを知り、メンデルの原論文をあたった。チェルマックの論文は1900年1月、講師資格論文としてウィーン農科大学の雑誌に投稿されたが、ド・フリースの報告を知り、この雑誌への投稿は取り下げ、すぐに印刷をしてくれる「オーストリア農学雑誌」に投稿、採用され6月に掲載された。その後、ド・フリース、コレンスの論文が「ドイツ植物学会報告」に載ったことを知り、同誌向けに自身の論文の要約を送り、7月24日に掲載された。

### 4番目の再発見者
古い文献では、1900年にメンデルの法則を再発見した研究者は4人いると記されていることがある。この4人目の研究者の論文は実際にこの年に発表されたが、後の時代の遺伝子解析の結果、3：1で顕性遺伝しない植物に関して、法則が成立すると記していたことが分かった。このことから内容に疑惑が持たれるようになった。現代ではこの再発見者について言及されることはない。

### 動物への応用
メンデルや初期の研究者はほとんどが植物を用いて実験を行っていた。動物については、イギリスのウィリアム・ベイトソンとレジナルド・パネットがニワトリについて、日本の外山亀太郎がカイコガについて、顕性の法則が成立することを確認した。外山の論文は1906年に発表されている。（ただし、ベイトソンの研究はこれに先行する）

## メンデルの実験データと理論の整合性について
メンデルの実験は後にかなり論争の的となった。メンデルの実験データは理論と合いすぎているというのである。その顕著な例の一つは、顕性を示すF2世代のホモ接合(AA)とヘテロ接合(Aa)の1：2の比率である。
メンデルは7つの形質の各々で純系（ホモ接合）のエンドウを掛け合わせた。どの場合でも、第一世代（F1）はヘテロ接合になり、それゆえ一様に顕性な状態が現れた（丸や緑）。1936年に、ロナルド・フィッシャーはメンデルの実験を再構築し、第二世代(F2)の結果を解析し、顕性と潜性の表現型の比率（例えば、緑と黄色のエンドウ豆の比率、丸としわのエンドウ豆の比率）が期待される3：1に信じ難いほど近いことを発見した。メンデルは顕性の表現型を示すエンドウのホモ接合とヘテロ接合の比を決定するため、F2世代を自家受粉させてその子世代を10株ずつ育て、その中に潜性の株があればF2世代をヘテロ接合とし、10株全てが顕性ならホモ接合とみなしていた（7つの形質のうち5つでは種子を育てて調べる必要がある）。フィッシャーはメンデルが得た純系（ホモ接合）と雑種（ヘテロ接合）の1：2の比率に懐疑的で、メンデルの結果が「出来過ぎている」と述べた。フィッシャーが指摘したところによると、ヘテロ接合のF2に偶然10株の顕性の子が生まれる確率は約6%あり、この結果として、純系と雑種の正しい期待比率は1：1.7となるべきである。しかしメンデルの実験結果である353：720は期待される値とかなり異なり、メンデルが期待したであろう誤った1：2の比率に非常に近い。この統計的な解釈はメンデルの仕事全体を批判する根拠として受け取られ、1998年には、メンデルが外れ値を除外してデータを整え、実験を繰り返すことで、実験的不正をしたと非難されるに至った。フィッシャーは、実験の多くのデータは、全てではないにしても、メンデルの予想値に近くなるように改竄されている、と主張した。彼はメンデルの結果を「ひどいもの」「衝撃的」「加工されている」と呼んだ。
フィッシャーはメンデルの実験を「予想と一致するように強くバイアスがかかっている…その理論に疑わしい利益を与えるために」と非難した。これはしばしば確証バイアスの例として引用される。これは次のようなときに生じるだろう。もしメンデルが小さいサンプルサイズの初期の実験で約3：1の結果を発見し、その比率が3：1からやや偏差しているように見えたら、結果がより正確な比率に近づくまでより多くのデータを集め続けるかもしれない。2004年にJ.W. ポーティアスはメンデルの観測は信じがたいと結論した。しかし、別の実験再現は、メンデルのデータに本当のバイアスがないことを実証している。2007年にダニエル・L・ハートルとダニエル・J・フェアバンクスは、フィッシャーが実験を誤って解釈したと提案した。彼らは、メンデルが10株より多くの子からデータを得ていた可能性が高いことと、その結果が期待比率と合うことを発見した。彼らは次のように結論した。「意図的な改竄があるというフィッシャーの疑念は最終的に解消された。なぜならより正確な解析により、説得力ある証拠に裏付けられていないと示されたからだ」。2008年にハートルとフェアバンクスらは包括的な本を出版し、メンデルが結果を捏造したと主張する理由はなく、フィッシャーが意図的にメンデルの成果を矮小化しようとしたと主張する理由もない、と結論した。統計解析の再評価もまた、メンデルの結果に確証バイアスの概念が当てはまらないことを示している。

## その他
- シロイヌナズナにおいて親の遺伝子に異常があった場合でも前の世代の遺伝子情報が選択される事例がある。（パーデュー大学による実験）
- メンデルの法則は核に存在する遺伝子についての法則である。細胞質にある細胞小器官である葉緑体とミトコンドリアにも遺伝子（細胞質因子）が存在しており、これに関する遺伝は細胞質遺伝と呼ばれる。